# Astronotinae
Астронотусы (лат. Astronotinae) — подсемейство рыб семейства цихловые (Cichlidae). Обитают в бассейне Амазонки.

## Таксономия
Подсемейство: Astronotinae
- Триба: Astronotini
  - Род: Astronotus
    - Вид: Astronotus ocellatus
    - Вид: Astronotus crassipinnis
- Триба: Chaetobranchini
  - Род: Chaetobranchopsis
    - Вид: Chaetobranchopsis orbicularis
    - Вид: Chaetobranchopsis australe

  - Род: Chaetobranchus
    - Вид: Chaetobranchus flavescens
    - Вид: Chaetobranchus semifasciatus

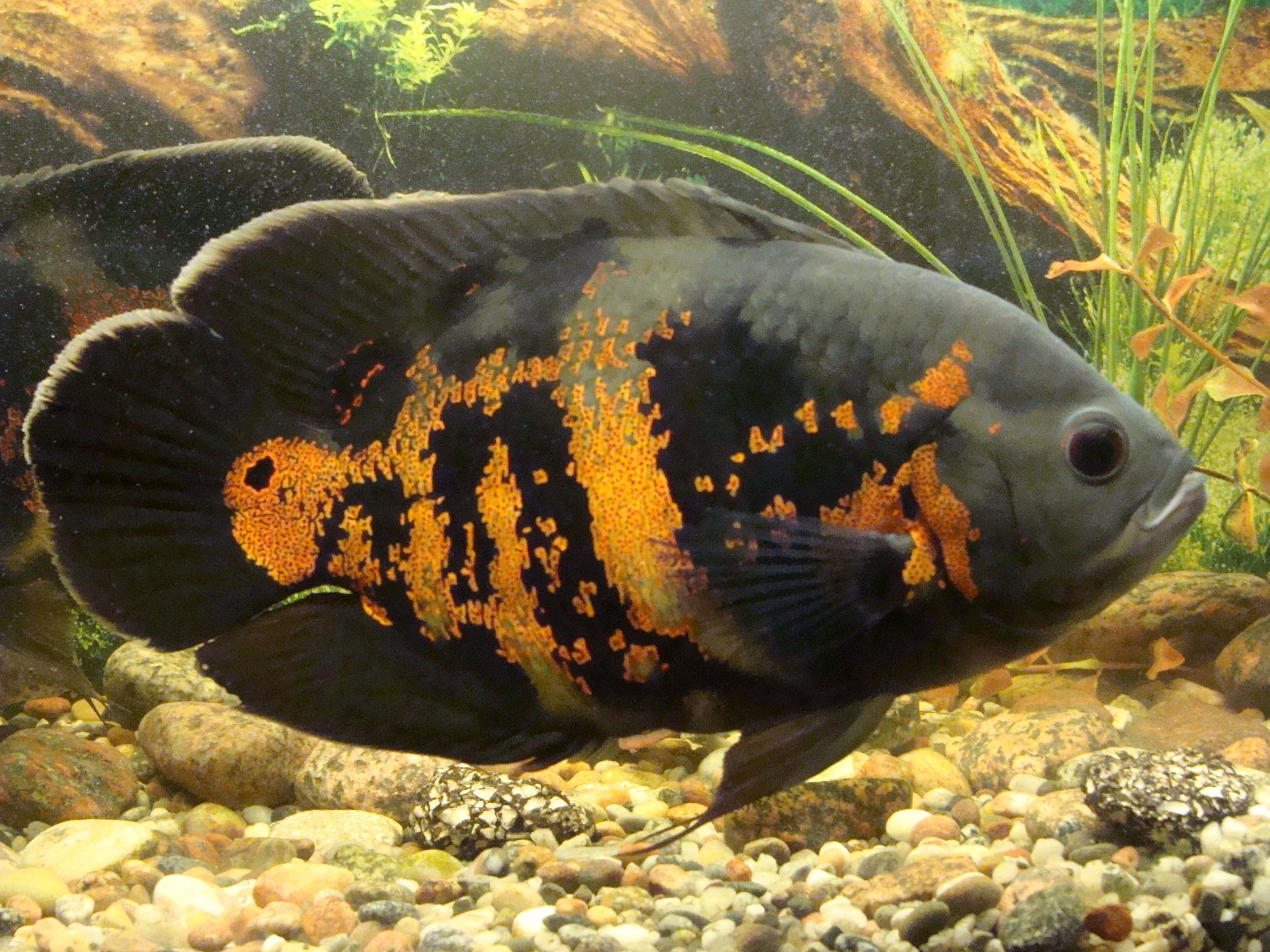
Тигровый оскар, род. Астронотус